# Greatest Hits Vol. I
Greatest Hits Vol. 1 er opsamlingsalbum fra den svenske musiker og komponist Eddie Meduza fra 1983. Albummet indeholder sange fra pladerne För Jaevle Braa! og Dåren É Lös.
Albummet er er fremstillet i Danmark.

## Spor
Side A
1. Punkjävlar
2. Sweet Little Rock 'n' Roller
3. Jätteparty I Kväll
4. I Hear You Knocking
5. Torsten Hällde Brännvin I Ett Glas Till Karin Söder
6. Börje Lundin, Rattens Riddare

Side B
1. Han Eller Jag, Vem Ska Du Ha? (Him Or Me What's It's Gonna Be?)
2. No One Else
3. Rockabilly Rebel
4. Tonight
5. Take My Heart
6. Next Time